# Republic of Ireland Act
Il Republic of Ireland Act è una legge dell'Oireachtas Éireann (il Parlamento irlandese) approvata nel 1948 ed entrata in vigore il 18 aprile 1949. Essa dichiarò che la denominazione ufficiale di quello Stato che occupa una parte dell'isola d'Irlanda era "Repubblica d'Irlanda". Rese ufficialmente l'Irlanda una repubblica, segnando al contempo la sua uscita dal Commonwealth.

## La legge
Tra il 1922 ed il 1937, lo Stato d'Irlanda, diviso in 26 contee, era ancora un dominio britannico, sotto il nome di Stato libero d'Irlanda. Nel 1937 venne approvata una nuova Costituzione (il Bunreacht na hÉireann), che rinominava lo Stato [Éire] in Irlandese (Ireland in Inglese), secondo quanto afferma l'articolo 4. Il Republic of Ireland Act cambiò alcuni aspetti dello Stato irlandese: oltre alla denominazione, furono modificati anche i doveri del Presidente Irlandese. Un cambiamento di nome ufficiale avrebbe richiesto un emendamento costituzionale ed un referendum, che i politici vollero evitare. L'act stesso è abbastanza breve, costituito com'è di sole 5 sezioni, ed è perciò semplice da citare in toto.
Numero 22 del 1948
Republic of Ireland Act, 1948
Un atto per abrogare l'Executive Authority Relazioni Estere) Act del 1936, per dichiarare che la descrizione dello Stato sarà "Repubblica d'Irlanda" e per abilitare il Presidente ad esercitare il potere esecutivo o qualsiasi funzione esecutiva dello Stato in o in relazione ai suoi rapporti esteri. (21 dicembre 1948).
Sia esso attuato dall'Oireachtas come segue:
* 1. L'Executive Act (Relazioni Estere) del 1936 (n. 58 del 1936) viene qui abrogato.
* 2. Viene qui dichiarato che la descrizione dello Stato sarà "Repubblica d'Irlanda".
* 3. Il Presidente, su consiglio e per autorità del Governo, può esercitare il potere esecutivo o qualsiasi funzione esecutiva dello Stato nei suoi rapporti esterni o in relazione ad essi.
* 4. Questa legge entrerà in vigore il giorno che verrà così indicato al Governo, il quale sarà tenuto a provvedere opportunamente.
* 5. Questa legge può essere citata come il Republic of Ireland Act.
La legge chiuse il travagliato periodo di transizione dell'Irlanda dal dominio dell'Impero britannico alla Repubblica. La Guerra civile irlandese era stata combattuta tra il 1922 ed il 1923 in merito alla conflittuale definizione dell'indipendenza irlandese e alla portata della sua realtà, sotto il Trattato Anglo-Irlandese. Il Giuramento di Alleanza (Oath of Allegiance), la teorica causa dello spaccamento, era il fulcro dell'ampio dibattito.

## External Relations Act(1936)
Con il Republic of Ireland Act venne abrogato l'External Relations Act del 1936 che vedeva Giorgio VI, in quanto re d'Irlanda, libero di agire in materia di politica estera, come capo di Stato dell'Irlanda. Egli poteva nominare gli ambasciatori ed accettare in nome dell'Irlanda le credenziali che designavano i nomi degli ambasciatori esteri in Irlanda. Il Republic of Ireland Act privò il Re anche di quest'ultimo potere e lo attribuì al Presidente dell'Irlanda, facendo in modo che il futuro Presidente della Repubblica Seán T. O'Kelly incarnasse inequivocabilmente la figura del capo di Stato.

## La Repubblica e il Commonwealth
Il Republic of Ireland Act mirava alla definizione della Repubblica d'Irlanda. Così, una volta applicata questa legge, automaticamente l'Irlanda uscì dal Commonwealth of nations, cosa che obbligò Westminster a promulgare una legge (Ireland Act) in modo da evitare che i cittadini Irlandesi nel Regno Unito venissero trattati come stranieri.
Il governo irlandese, guidato da John A. Costello, optò per non rientrare a far parte del Commonwealth, anche se nel 1950 l'India divenne una repubblica all'interno del Commonwealth, l'appartenenza dipendeva dal riconoscimento dei legami in seno all'Impero britannico. Questa decisione fu criticata dal leader dell'opposizione, Éamon de Valera, che negli anni cinquanta considerò di rientrare nel Commonwealth (suo figlio, Éamon o Cuív, negli anni novanta tornò a propugnare questa possibilità).